# Lorenzo Carcaterra
Lorenzo Carcaterra (New York, 16 ottobre 1954) è uno scrittore statunitense.

## Biografia
Figlio di immigrati italiani originari dell'isola d'Ischia (lo stesso autore asserisce di parlare fluentemente, oltre al proprio idioma natio, l'italiano e il napoletano), Carcaterra crebbe con un padre violento, rendendolo poi soggetto del libro autobiografico A Safe Place: the True Story of a Father, a Son, a Murder.
Il suo libro più famoso è Sleepers, ambientato nel quartiere di Hell's Kitchen a Manhattan (New York), nel quale l'autore è cresciuto, e da cui è stato tratto anche un film omonimo nel 1996 per la regia di Barry Levinson.

## Opere[2]
- A Safe Place (1993)
- Sleepers (1995) Rizzoli, 1996[3]
- Apaches (1997) Rizzoli, 1999[3]
- Gangster (2001) I Neri Mondadori n. 13, 2002[3]
- Street Boys (2002)
- Paradise City (2004)
- Chasers (2007)
- Midnight Angels (2010)
- The Wolf (2014)